# Sanamxai
Sanamxai – nadrzeczne miasteczko położone w południowo-wschodnim Laosie, w prowincji Attapu, w dystrykcie Sanamxay. Znajduje się nad rzeką Kong. Przez teren miasta biegnie droga krajowa nr 18.